# Ernst Hollstein (Fußballspieler)

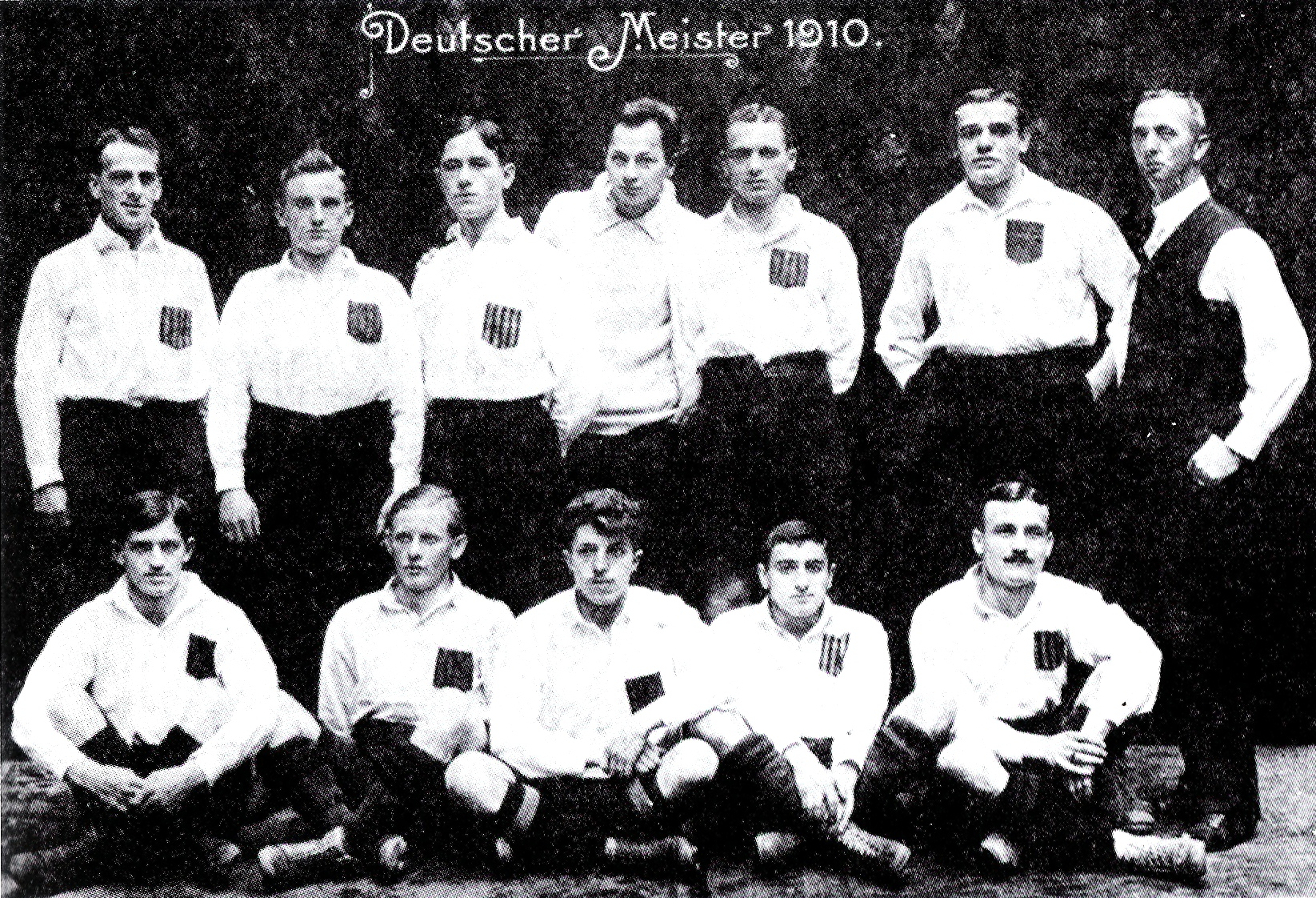
Hollstein (2. v.l., sitzend)
sowie Mitspieler und Trainer William Townley
als Deutscher Meister 1910

Friedrich Ernst Hollstein (* 9. Dezember 1886 in Karlsruhe; † 9. August 1950 in Offenburg), gerufen „Holler“, war ein Fußballspieler des Karlsruher FV.

## Karriere

### Vereine
Ernst Hollstein wechselte von der Jugend des FC Phönix in die Juniorenmannschaft des KFV. Er kam dann dort in die erste Mannschaft. Er spielte zumeist auf der Position des linken Verteidigers. Seine Spielweise wird als elegant, geschmeidig und souverän beschrieben. Er war kein Abwehrspieler der mit Kraft und Wucht die gegnerischen Stürmer bekämpfte. Seine Mittel waren Gewandtheit, ausgezeichnete Technik und ein glänzendes Kopfballspiel. Blindes Wegschlagen des Balles waren ihm fremd. Sein Passspiel aus der Abwehr glich dem eines spielstarken Außenläufer oder Halbstürmer.
Bei Kirn/Natan wird festgehalten: „Ernst Hollstein war einer der größten Verteidiger, die je über ein Feld zogen. Spielte links wie rechts, zog aber die linke Position vor. Der mittelgroße Spieler gehörte zu der KFV-Elite des grandiosen ‚Fußball-Geschwaders’, das seine Mannschaft zwischen 1909 und 1912 darstellte. Mit Gutsch bildete er ein perfektes Verteidigerpaar. Sein intuitives Stellungsspiel wird als ‚Gedankenlesen’ bezeichnet.“
Von 1910 bis 1912 zog er dreimal in das Halbfinale um die deutsche Fußballmeisterschaft ein. Er wurde mit dem KFV 1910 Deutscher Meister, 1912 Vizemeister und verlor 1911 im Halbfinale gegen den VfB Leipzig. Den Kronprinzenpokal gewann er mit der Südauswahl 1912.

### Nationalmannschaft
Sein erstes Länderspiel für den DFB bestritt er am 24. April 1910 in Arnheim. Die 2:4-Niederlage gegen Holland erlebte er als linker Verteidiger. Seinen fünften Einsatz in der Nationalmannschaft hatte Hollstein am 29. Juni 1912 im Spiel gegen Österreich, in der Vorrunde des Olympiaturniers in Stockholm. Er spielte wieder auf der linken Verteidigerposition. Die 1:5-Niederlage lässt sich nicht Hollsteins Verteidigung, sondern vielmehr dem Umstand zuschreiben, dass für den Torhüter Albert Weber nach erlittener Gehirnerschütterung der Mittelstürmer Worpitzky den Platz im Tor übernahm. Mit dem Einsatz am 3. Juli 1912 beim Trostrundenspiel der Olympischen Spiele gegen Ungarn beendete er mit 26 Jahren – als sechsmaliger Nationalspieler – seine internationale Laufbahn.

## Sonstiges
1920/21 war Hollstein Trainer beim Offenburger FV 1907 in der 1. Kreisklasse (2. Liga). Die illustrierte Sportzeitung Fußball schrieb am 28. Dezember 1920: „Die Erfolge sind in erster Linie dem Internationalen Ernst Hollstein zu verdanken, welcher in dankenswerter Weise die Mannschaft trainiert.“
Es wurde lebhaft bedauert, dass Hollstein sich bereits im Jahre 1913 vom aktiven Sport zurückzog, um sich verstärkt seinem Studium widmen zu können. Er wirkte später als Studienrat im südbadischen Offenburg.
Zum 1. Mai 1937 trat er der NSDAP bei (Mitgliedsnummer 5.612.356).